# Different
Different — дебютный студийный альбом немецкого поп-певца Томаса Андерса, выпущенный 29 августа 1989 года под тремя лейблами: Teldec, East West и Time Warner. Альбом продюсировал известный британский музыкальный продюсер Гас Даджен, ранее работавший с Элтоном Джоном, Элки Бруксом, Дэвидом Боуи и Полом Маккартни, а также Алан Тэрни и Марк Кассандра.
Сам Томас Андерс написал слова к трём песням альбома: «One Thing», «Close Your Eyes To Heaven» и «True Love».
Из альбома было выпущено три сингла, один из которых (Love of My Own) попал на 24 место в немецких чартах.
В альбоме присутствует кавер-версия на песню Криса Ри «Fool If You Think It’s Over» из альбома Whatever Happened to Benny Santini?.

## История
В июле 1987 года распался немецкий дуэт Modern Talking, вокалистом которого был Томас Андерс. После этого Томас в ноябре того же года отправился в полуторагодовой тур по миру, параллельно с этим продюсируя некоторых немецких исполнителей, самыми известными из которых стала группа Man-X.
В конце 1988 года Андерс решает записать свой дебютный альбом и в феврале 1989 года приезжает в Лондон для записи. Главным продюсером альбома стал друг Томаса Андерса — Гас Даджен, ранее работавший со многими известными артистами, такими как Элтон Джон, Пол Маккартни и другими. Первым синглом альбома стала композиция «Love of My Own», занявшая 24 место в немецком хит-параде.
Вторым синглом альбома стала композиция «One Thing». Она поклонникам понравилась больше, чем «Love of My Own», однако в чарты не попала. Третьим и финальным синглом стала композиция «Soldier», попавшая на 2 в Восточной Европе, и на 3 в Азии и Южной Африкие и ставшая самой популярной песней из альбома.
В августе 1989 года был выпущен сам альбом. В отличие от синглов, он не пользовался успехом, не попав в хит-парады.

## Трек-лист
| №                   | Название                          | Длительность |
| ------------------- | --------------------------------- | ------------ |
| 1.                  | «Love Of My Own»                  | 4:52         |
| 2.                  | «On My Way»                       | 5:51         |
| 3.                  | «Turn On The Light»               | 4:12         |
| 4.                  | «Living On The Edge»              | 4:41         |
| 5.                  | «You Are My Life»                 | 4:39         |
| 6.                  | «One Thing»                       | 3:52         |
| 7.                  | «Soldier»                         | 4:32         |
| 8.                  | «Someone New»                     | 4:48         |
| 9.                  | «Close Your Eyes To Heaven»       | 5:01         |
| 10.                 | «Fool If You Think It's Over»     | 5:36         |
| 11.                 | «True Love»                       | 4:27         |
| 12.                 | «You Are My Life (Classical Mix)» | 4:41         |
| Общая длительность: | Общая длительность:               | 57:06        |

## Синглы
- 1989 Love of My Own
- 1989 One Thing
- 1989 Soldier

## Клипы
- 1989 Love of My Own
- 1989 One Thing
- 1989 Soldier